# Guerre di successione giavanesi
Le guerre di successione giavanesi furono una serie di conflitti tra XVII e XVIII secolo che scoppiarono tra la Compagnia olandese delle Indie orientali ed il Sultanato di Mataram.
La successione ereditaria nel Maratam era ad un punto morto, fatto che spinse la Compagnia olandese delle Indie orientali a proporre il proprio candidato nel tentativo di ottenere ulteriore influenza nella parte orientale di Giava. Alla fine delle guerre di successione giavanesi, il sultanato di Mataram risultò diviso in tre deboli Vorstenlanden ("stati principeschi"), indipendenti solo nominalmente, come conseguenza della politica divide et impera adottata dagli olandesi. I principali capi giavanesi (Untung Surapati, Hamengkubuwono I) vennero elevati al rango di eroi nazionali tra XIX e XX secolo, già prima della proclamazione della Repubblica di Indonesia nel 1945.
Le tre guerre di successione giavanesi furono:
- Prima guerra di successione giavanese (1703–1708)
- Seconda guerra di successione giavanese (1719–1723)
- Terza guerra di successione giavanese (1749–1757)

Successivamente nel 1812 il sultanato di Yogyakarta venne diviso ulteriormente, incrementando così il numero di Vorstenlanden a quattro.